# Nikolai Hentsch
Nikolai Hentsch (Genebra, 10 de agosto de 1983) é um esquiador brasileiro. Compete pela equipe brasileira nos Jogos Olímpicos de Inverno.

## Participações em Olimpíadas
- Salt Lake City em 2002 - Slalom gigante - desclassificado
- Turim em 2006 - 30.º lugar (melhor resultado do esqui alpino brasileiro em todas as edições de Jogos Olímpicos de Inverno).[3]

## Principais conquistas
- Campeão brasileiro de slalom gigante em 2001 e 03
- Campeão brasileiro de slalom super gigante 2001 e 05